# Michel Brière Memorial Trophy
Michel Brière Memorial Trophy je hokejová trofej udělovaná každoročně nejužitečnějšímu hokejistovi juniorské ligy Quebec Major Junior Hockey League. Trofej je pojmenována po bývalém hráči QMJHL a NHL Michelovi Brièrovi, který se zabil při autonehodě.

## Držitelé Michel Brière Memorial Trophy
- Tučně jsou označeni držitelé CHL Player of the Year.

| Sezóna  | Jméno                | Tým                          |
| ------- | -------------------- | ---------------------------- |
| 2013–14 | Anthony Mantha       | Val-d'Or Foreurs             |
| 2012–13 | Jonathan Drouin      | Halifax Mooseheads           |
| 2011–12 | Yanni Gourde         | Vistoriaville Tigres         |
| 2010–11 | Sean Couturier       | Drummondville Voltigeurs     |
| 2009–10 | Mike Hoffman         | Saint John Sea Dogs          |
| 2008–09 | Nicola Riopel        | Moncton Wildcats             |
| 2007–08 | Francis Pare         | Chicoutimi Saguenéens        |
| 2006–07 | Mathieu Perreault    | Acadie-Bathurst Titan        |
| 2005–06 | Alexandr Radulov     | Québec Remparts              |
| 2004–05 | Sidney Crosby        | Rimouski Océanic             |
| 2003–04 | Sidney Crosby        | Rimouski Océanic             |
| 2002–03 | Joel Perrault        | Baie-Comeau Drakkar          |
| 2001–02 | Pierre-Marc Bouchard | Chicoutimi Saguenéens        |
| 2000–01 | Simon Gamache        | Val-d'Or Foreurs             |
| 1999–00 | Brad Richards        | Rimouski Océanic             |
| 1998–99 | Mathieu Chouinard    | Shawinigan Cataractes        |
| 1997–98 | Ramzi Abid           | Chicoutimi Saguenéens        |
| 1996–97 | Daniel Corso         | Victoriaville Tigres         |
| 1995–96 | Christian Dubé       | Sherbrooke Faucons           |
| 1994–95 | Frederic Chartier    | Laval Titan Collège Français |
| 1993–94 | Emmanuel Fernandez   | Laval Titan                  |
| 1992–93 | Jocelyn Thibault     | Sherbrooke Faucons           |
| 1991–92 | Charles Poulin       | Saint-Hyacinthe Laser        |
| 1990–91 | Yanic Perreault      | Trois-Rivières Draveurs      |
| 1989–90 | Andrew McKim         | Hull Olympiques              |
| 1988–89 | Stéphane Morin       | Chicoutimi Saguenéens        |
| 1987–88 | Marc Saumier         | Hull Olympiques              |
| 1986–87 | Robert Desjardins    | Longueuil Chevaliers         |
| 1985–86 | Guy Rouleau          | Hull Olympiques              |
| 1984–85 | Daniel Berthiaume    | Chicoutimi Saguenéens        |
| 1983–84 | Mario Lemieux        | Laval Voisins                |
| 1982–83 | Pat LaFontaine       | Verdun Juniors               |
| 1981–82 | John Chabot          | Sherbrooke Castors           |
| 1980–81 | Dale Hawerchuk       | Cornwall Royals              |
| 1979–80 | Denis Savard         | Montreal Juniors             |
| 1978–79 | Pierre Lacroix       | Trois-Rivières Draveurs      |
| 1977–78 | Kevin Reeves         | Montreal Juniors             |
| 1976–77 | Lucien Deblois       | Sorel Éperviers              |
| 1975–76 | Peter Marsh          | Sherbrooke Castors           |
| 1974–75 | Mario Viens          | Cornwall Royals              |
| 1973–74 | Gary MacGregor       | Gary MacGregor               |
| 1972–73 | André Savard         | Québec Remparts              |